# Karanglo (Jatibarang)
Karanglo is een bestuurslaag in het regentschap Brebes van de provincie Midden-Java, Indonesië. Karanglo telt 3823 inwoners (volkstelling 2010).